# Dichagyris crimaea
Dichagyris crimaea là một loài bướm đêm trong họ Noctuidae.